# Turac gris oriental
El turac gris oriental (Crinifer zonurus) és una espècie d'ocell de la família dels musofàgids (Musophagidae) que habita sabanes del sud-est de Txad i zona limítrofa del Sudan, el Sudan del Sud, Etiòpia, Eritrea, nord-est de la República Democràtica del Congo, Uganda i zones limítrofes de Kenya, Tanzània, Ruanda i Burundi.

## Descripció
Inusual turac gris amb una llarga cua i una cresta arbustiva. Les barres blanques a l'ala exterior i els costats blancs de la cua són visibles durant el vol. Es troba a la sabana, boscos, cultius arbustius i jardins. Normalment en grups reduïts. Fort i vocal. El seu reclam són una sèrie de xiuds que s'acceleren i es fan més forts, normalment donats en un duet o cor. És similar al turac ventreblanc, però es pot distingir fàcilment pel seu ventre més fosc i el bec de color verd pàl·lid o groguenc.

## Comportament
El Turac gris és monògam i fidel. Els llaços conjugals s’enforteixen amb festeigs, intercanvis de menjar i potents crits repetits. Tot i que s’alimentin en grup, la parella defensa feroçment el seu territori contra qualsevol intrús.

## Alimentació
És un ocell omnívor, per tant s'alimenta de fruita, flors, fulles, llavors, insectes i altres aliments.